# Zlatko Hasanbegović
Zlatko Hasanbegović (Zagreb, 14. lipnja 1973.) hrvatski je povjesničar i političar.

## Životopis
Zlatko Hasanbegović je rođen u Zagrebu 1973. godine. Osnovnu i srednju školu završio je u Zagrebu nakon čega je završio jednopredmetni studij povijesti na Filozofskome fakultetu Sveučilišta Zagrebu,  gdje je potom magistrirao i doktorirao. Radio je kao znanstveni suradnik u Institutu društvenih znanosti Ivo Pilar. Bio je glavni urednik časopisa Pilar. Bio je predsjednik Nadzornog odbora Počasnoga bleiburškog voda, suradnik različitih inicijativa za utvrđivanje žrtava poratnog komunističkog režima, posebice među muslimanima u Bosni i Hercegovini, te član Izvršnog odbora Medžlisa Islamske zajednice Zagreb.
Predmet njegovih znanstvenih interesa je odnos modernih hrvatskih nacionalnih ideologija, napose pravaštva i njegovih izdanaka, prema islamu i muslimanima u Bosni i Hercegovini u 19. i 20. stoljeću. Istražuje muslimansku sastavnicu hrvatske građanske kulture do 1945. godine te političko-stranačke i vjersko-nacionalne odnose u Bosni i Hercegovini od Austro-Ugarske okupacije do komunističkoga preuzimanja vlasti.

## Politički stavovi i djelovanje
Početkom srpnja 2015. godine na sjednici gradskoga odbora zagrebačke organizacije Hrvatske demokratske zajednice postao je članom te stranke.
Krajem siječnja 2016. godine imenovan je ministrom kulture u Vladi Republike Hrvatske. Njegovo je imenovanje popraćeno burnim prosvjedima jednog dijela kulturnih djelatnika; prosvjednici su govorili da je nekompetentan u području kulture i da iznosi, po njima, revizionističke stavove o nekim temama iz novije hrvatske povijesti pa su u znak protesta zbog njegovog imenovanja pokrenuli peticiju Kulturnjaci 2016.
S druge strane, 77 povjesničara reagiralo je na napade u prvim danima mandata na tada novoizabranog ministra i izrazilo zabrinutost zbog "iskrivljenog prenošenja i neznalačkih tumačenja" pojedinih izjava novoimenovanog ministra kulture Zlatka Hasanbegovića i zbog jačanja protuhrvatskog ozračja na kulturnoj sceni.
Osim stavova o prošlosti, ministar je iskazao i svoj stav o trenutnim političkim pitanjima; na novinarsko pitanje: "Zašto ste smijenili direktora televizije?" Hasanbegović je odgovorio: "Direktora je temeljem zakona smijenio Hrvatski sabor na temelju zahtjeva Nadzornog odbora Hrvatske radiotelevizije. Ministar kulture i ministarstvo ni na koji način nisu bili uključeni u tu proceduru." I dalje su stizala pitanja, poput: " Čak je i predsjednica Vijeća za elektroničke medije dala ostavku u znak protesta protiv vaših metoda", koja su dobivala odgovore: "Ostavka predsjednice Vijeća, što se može pročitati iz njezina obrazloženja ostavke, nije bila povezana s bilo kojom mojom odlukom. Ipak, osoba takve biografije nije ni trebala biti na čelu tog Vijeća. Kao i bivši ravnatelj, osamdesetih godina predsjednik državne komunističke omladinske organizacije i direktor državne televizije izravno imenovan od Komunističke partije, i ona je bila istaknuta novinarka povezana s partijskim strukturama u vrijeme komunističke diktature."
O Stručnom povjerenstvu za neprofitne medije, gdje su se za prethodnog mandata po Hasanbegovićevim riječima isticali: "brojnim kontroverzama, učestale su optužbe za sukob interesa članova Povjerenstva, kritike za nepotizam, klijentelizam, nejasna mjerila, za ideološku uskogrudnost i sektaštvo, promjene odluka u zadnji čas te dodjela sredstava mimo natječaja diskrecijskom odlukom mimo ministrice i javne svađe. Konkretan dokumetiran slučaj je i odluka nadležnog tijela u vezi s dodjelom sredstava internetskom portalu Autograf mimo odluka Povjerenstva.". Kriminalan rad članova povjerenstva bio je vezan uz medijsku kulturnu politiku njegove prethodnice Andreje Zlatar Violić koju istražuje USKOK, koja je na početku 2013. utemeljila Odjel za medije, čija je zadaća bila izrada nacionalne medijske politike i stvaranje zakonodavnih i financijskih pretpostavki za "pluralističan medijski prostor", a sve je, tvrdi, ostalo u području lijepih želja "na razini beživotnih teorijskih elaborata".
Hasanbegović nije nedvosmisleno tražio promjenu Ustava Republike Hrvatske, ali izrazio je mišljenje da je potrebno vratiti 30. svibnja kao Dana državnosti, a o navodnoj utemeljenosti Hrvatske na antifašizmu ili bilo kojem nadnevku u svibnju 1945. godine rekao je:
Na izborima za Hrvatski sabor 2016. godine u drugoj izbornoj jedinici osvojio je najviše preferencijalnih glasova na HDZ-ovoj listi s 11.898 glasova (ili 17,18 %) i time ostvario mandat zastupnika u devetom sazivu Hrvatskoga sabora. Iako je Hasanbegović bio najizgledniji kandidat za novog ministra kulture, predsjednik vlade Andrej Plenković ministricom je imenovao Ninu Obuljen Koržinek.
Godine 2018. Hasanbegović je bio pozvan na dodjelu priznanja „Pravednik među narodima“ njegovu djedu Sabriji Prohiću, ali su zbog Hasanbegovićevih stavova o ustaškom režimu Veleposlanstvo Izraela u Bosni i Hercegovini, Židovska općina u Sarajevu i obitelj Prohić poništili poziv, izražavajući „žaljenje što je gospodin Hasanbegović zloupotrijebio poziv na svečanost (...) u svoje vlastite političke svrhe“.
Početkom lipnja 2017. godine zajedno s Brunom Esih osnovao je stranku Bruna Esih – Zlatko Hasanbegović: Neovisni za Hrvatsku, čiji je politički tajnik i glasnogovornik bio do srpnja 2019. godine, a Bruna Esih predsjednica je stranke.
Nakon razlaza s predsjednicom stranke Neovisni za Hrvatsku Brunom Esih u srpnju 2019. godine napustio je tu stranku i s jednim dijelom članova bivše stranke početkom studenoga 2019. godine osnovao je stranku Blok za Hrvatsku.

## Kritike
Hasanbegovićeva kritika Titovog režima i Zorana Milanovića donijela mu je, osim popularnosti u određenom dijelu birača koja se očitovala u skoro 12 tisuća preferencijalnih glasova na izborima za Sabor 2016. godine gdje bi bio izabran za zastupnika i da je bio 14. na listi HDZ-a, također i kritike, među kojima se ističe kritika SDP-ovca Bojana Glavaševića koji je izjavio: Nakon Timovog intervjua jasno je: ili je slijep/glup pa ne vidi što rade HaSSan i ekipa ili u tome što rade ne vidi problem, nakon što ga je premijer Tihomir Orešković podržao u njegovu radu, a prethodni intendant riječkog HNK-a Oliver Frljić rekao je kako bi i Krleža bi potpisao peticiju za smjenu Hasanbegovića. Zoran Milanović je rekao kako je njegovo izabiranje za ministra bio potpuni promašaj te da je šteta već načinjena, on neće biti primljen nigdje u Europi, potpuno je nebitno je li to ustaška kapa ili nije. Sada sam u situaciji da ponovno citiram dr. Franju Tuđmana koji je HOS nazivao crnokošuljašima, militantima i najvećom preprekom priznanju Hrvatske. Bitno je što je ispod kape i što je napisano. Takvi ljudi ne prolaze nigdje u Europi, to je teret za Hrvatsku i nikada nije trebao biti ministar, te je dodao da ne može biti ustaša, 2016. je godina, ali sve je jasno, nikad nije smio postati ministar. To su opasni stavovi za Hrvatsku, uz to što je to ljudski loše. Taj čovjek radi štetu Hrvatskoj, on nigdje ne može biti ministar, čak ni u Poljskoj, samo u sadašnjoj Hrvatskoj.

## Djela i članci
- Muslimani u Zagrebu 1878. – 1945. Doba utemeljenja, Medžlis Islamske zajednice u Zagrebu-Institut društvenih znanosti Ivo Pilar, Zagreb, 2007. (knjiga)
- Jugoslavenska muslimanska organizacija 1929. – 1941. (U ratu i revoluciji 1941. – 1945.), Bošnjačka nacionalna zajednica za Grad Zagreb i Zagrebačku županiju-Institut društvenih znanosti Ivo Pilar-Medžlis Islamske zajednice u Zagrebu, Zagreb, 2012. (knjiga)
- Iz korespondencije Ademage Mešića uoči uspostave Banovine Hrvatske. Pismo Društva bosansko-hercegovačkih Hrvata u Zagrebu reis-ul-ulemi Fehimu Spahi i vrhbosanskom nadbiskupu Ivanu Šariću iz svibnja 1939., // Časopis za suvremenu povijest, sv. 40, br. 3, (2008.), str. 969. – 998. (Hrčak) (izvorni znanstveni članak)
- Zagrebačka džamija: [turistička monografija], Biblioteka Turizam i baština, knj. 73, Turistička naklada, Zagreb, 2009. (suautor Senad Nanić)[24] (knjiga)
- Jugoslavenska muslimanska organizacija od uvođenja diktature kralja Aleksandra do Sarajevskih punktacija (1929. – 1933.), // Pilar - časopis za društvene i humanističke studije, sv. V, br. 10(2), (2010.), str. 9. – 44. (Hrčak) (izvorni znanstveni članak)
- (Tro)jedan narod. Bošnjaci, Muslimani i Hrvati muslimani u Hrvatskoj u popisima stanovništva 2001. i 2011. godine, // Društvena istraživanja: Journal for General Social Issues, sv. 23, br. 3, (2014.), str. 427. – 448. (Hrčak) (suautor Nenad Pokos) (izvorni znanstveni članak)

## Vanjske poveznice
- Zlatko Hasanbegović, Islam i Bošnjaci muslimani u Zagrebu 1878–1941. Pravni položaj vjere i oblikovanje zajednice  Arhivirana inačica izvorne stranice od 28. siječnja 2015. (Wayback Machine), u: Hrvati i manjine u Hrvatskoj: moderni identiteti  Arhivirana inačica izvorne stranice od 21. svibnja 2017. (Wayback Machine), Agencija za odgoj i obrazovanje, Zagreb, 2014., ISBN 978-953-7290-38-2
- Hrvatska znanstvena bibliografija: Zlatko Hasanbegović (245752)